# Pedrera Penrhyn
La pedrera Penrhyn és una pedrera de pissarra situada a prop de Bethesda, al nord de Gal·les, Regne Unit.

## Història

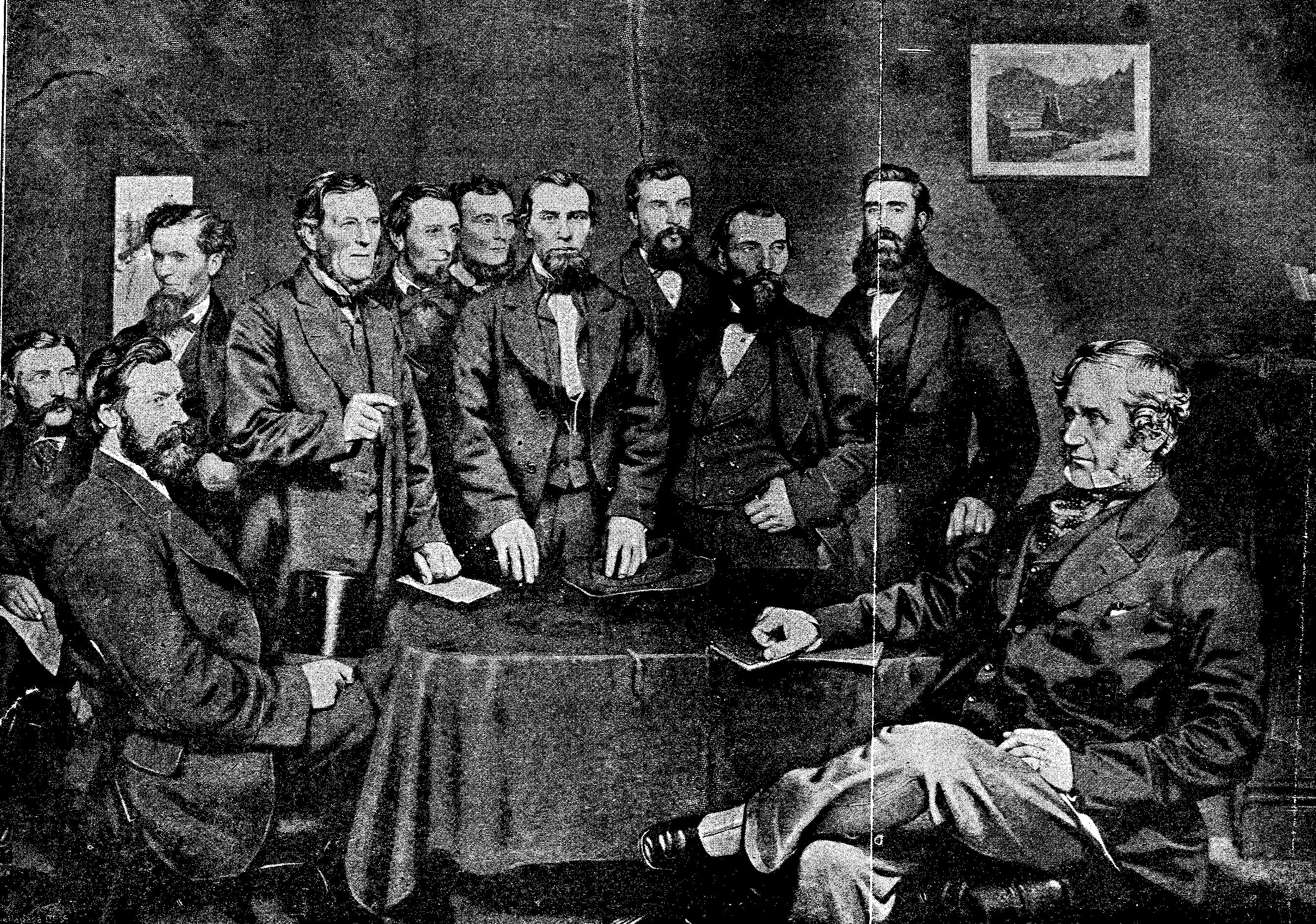
El baró Penrhyn amb una delegació dels pedrers de la pedrera de Penrhyn a 1897.

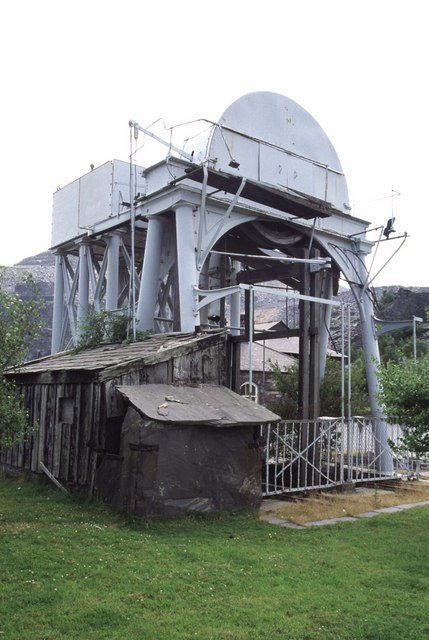
El depòsit d'aigua en l'elevador de la pedrera de Penrhyn.

A finals del segle xix va ser la major pedrera de pissarra del món, el seu pou principal és de pràcticament 1,6 km de llargària i 370 m de profunditat treballant-se per uns 3000 pedrers aproximadament. Des de llavors ha estat substituïda en dimensió per les pedreres de pissarra de la Xina, Espanya i els Estats Units. Penrhyn és encara, actualment, la pedrera més gran de pissarra de Gran Bretanya.
La pedrera fou desenvolupada per primera vegada a la dècada de 1770 per Richard Pennant, després primer baró de Penrhyn, tot i que és probable que l'extracció de pissarra a petita escala al lloc va començar molt més aviat. Gran part d'aquests primers treballs van ser per a ús domèstic. Els treballs a gran escala no es varen desenvolupar fins al desenvolupament de Pennant. A partir de llavors, les pissarres de la pedrera foren transportades al mar cap al port Penrhyn des de la via ferroviària construïda en 1798, una de les línies ferroviàries més antigues.Al segle xix la pedrera Penrhyn, juntament amb la pedrera Dinorwic, van dominar la indústria de la pissarra gal·lesa.
La pedrera té un lloc significatiu a la història del moviment obrer britànic com el lloc a on es varen efectuar dues prolongades vagues de treballadors exigint millors salaris i millors condicions de seguretat. La primera vaga va durar onze mesos l'any 1896. La segona, es va iniciar el 22 de novembre de 1900 i va durar tres anys. Conegut com El Gran Cop de Penrhyn aquesta vaga fou la disputa més llarga en la història industrial britànica.
Des de 1964 fins a 2007 fou propietat i és dirigida per Alfred McAlpine PLC.
En 2007, la pedrera fou adquirida per Kevin Lagan qui va canviar el seu nom a Welsh Slate Ltd. Kevin Lagan i el seu fill Peter (MD de Lagan Building Solutions Ltd.) són ara els directors de Welsh Slate Ltd. que també abasta la pedrera Oakeley en Blaenau Ffestiniog, la pedrera Cwt Y Bugail i la pedrera Pen Yr Orsedd.